# Ceresium robustum
Ceresium robustum är en skalbaggsart som beskrevs av J. Linsley Gressitt 1956. Ceresium robustum ingår i släktet Ceresium och familjen långhorningar. Inga underarter finns listade i Catalogue of Life.